# Liste der Mitglieder der National Academy of Sciences/1916
Im Jahr 1916 wählte die National Academy of Sciences der Vereinigten Staaten 9 Personen zu ihren Mitgliedern.

## Neugewählte Mitglieder
- Gregory Baxter (1876–1953)
- Gilbert Bliss (1876–1951)
- Marston Bogert (1868–1954)
- Otto K. Folin (1867–1934)
- Leland O. Howard (1857–1950)
- Phoebus Levene (1869–1940)
- Alfred Goldsborough Mayor (1868–1922)
- Raymond Pearl (1879–1940)
- Frank Schlesinger (1871–1943)